# Tianzhou 9
Ten artykuł dotyczy trwającego wydarzenia. Informacje w nim zamieszczone mogą się zmienić lub zdezaktualizować wraz z postępem zdarzenia, a początkowe doniesienia mogą być niepewne. Ostatnie zmiany tego artykułu mogą nie odzwierciedlać najbardziej aktualnych informacji.
Tianzhou 9 (chiń. 天|舟|九|号) – dziewiąta misja bezzałogowego statku kosmicznego Tianzhou i ósma misja zaopatrzeniowa do stacji kosmicznej Tiangong. Podobnie jak poprzednie misje Tianzhou, statek kosmiczny został wystrzelony z Centrum Startowego Satelitów Wenchang dzięki rakiecie Długi Marsz 7.
Statek dostarczył ponad 7 ton zaopatrzenia do chińskiej stacji kosmicznej.